# Rhodophthitus betsileanus
Rhodophthitus betsileanus là một loài bướm đêm trong họ Geometridae.